# Лертора, Федерико
Федери́ко Эдуа́рдо Ле́ртора (исп. Federico Eduardo Lértora; родился 5 июля 1990 года, Мерседес, провинция Буэнос-Айрес) — аргентинский футболист, полузащитник клуба «Тихуана», выступающий на правах аренды за «Керетаро».

## Биография
Лертора родился в провинции Буэнос-Айрес и является воспитанником столичного «Феррокарриль Оэсте». В основном составе «железнодорожников» дебютировал 18 октября 2008 года в гостевом матче Примеры B Насьональ против «Лос-Андес». Лертора сыграл 66 минут, и был заменён при счёте 2:0 в пользу его команды, после чего был заменён, «Ферро» пропустил три гола и уступил со счётом 2:3. В своей третьей игре против «Чакариты Хуниорс», завершившейся 1 ноября 2008 года со счётом 4:2 в пользу «Ферро», Федерико Лертора забил свой первый гол в профессиональном футболе. До 2011 года провёл за свою первую команду 112 матчей и забил 7 голов.
В 2012 году, сначала на правах аренды, перешёл в клуб Примеры «Годой-Крус». С середины сезона подписал с клубом полноценный контракт. Однако он продолжил подчёркивать своё уважение к «Феррокаррилю». В частности, в 2013 году передал для академии этого клуба 15 футбольных мячей.
7 июля 2015 года Лертора перешёл в «Арсенал» из Саранди. Отыграв за эту команду один сезон, в 2016 году Лертора перешёл в «Бельграно».
За время выступлений за «Бельграно» получил довольно хорошие отзывы от специалистов и журналистов. За три сезона провёл 69 матчей и забил пять голов в Примере. В середине 2019 года Лертора стал объектом борьбы между «Ньюэллс Олд Бойз» и «Колоном». В результате Лертора стал главным приобретением Колона в трансферную кампанию.
Полузащитник помог своей команде впервые в истории выйти в финал международного турнира — Южноамериканского кубка 2019. Он сыграл в турнире пять матчей, включая проигранный «Индепендьенте дель Валье» финал, и забил один гол.

## Титулы и достижения
- Финалист Южноамериканского кубка (1): 2019